# Johann Petit
 (juin 2024).
Si vous disposez d'ouvrages ou d'articles de référence ou si vous connaissez des sites web de qualité traitant du thème abordé ici, merci de compléter l'article en donnant les références utiles à sa vérifiabilité et en les liant à la section « Notes et références ».
Johann Petit est un joueur français de billard français né le 27 juin 1975 à Oissel. Adjoint chargé des sports sur la commune de Oissel-sur-Seine.

## Palmarès
- Champion de France C47/2 Masters à Ronchin en 2024
- Champion de France C47/1 Masters à Ronchin en 2022
- Champion de France C47/1 Masters à Courbevoie en 2016
- Champion de France C47/2 Masters à St Maur des Fossées en 2013
- Champion de France C71/2 Masters à Ozoir la Ferrière en 2012
- Champion de France par équipe Jeux de Série D1 en 2010 et 2014
- Médaille de Bronze du championnat d'Europe 1 Bande à Brandenburg en 2019
- Médaille d'Argent de la Coupe d'Europe des clubs à Douarnenez en 2020
- Médaille de Bronze de la Coupe d'Europe des clubs à Hoogeveen en 2012
- Médaille de Bronze de la Coupe d'Europe des clubs à Bochum en 2018
- 5e au championnat du Monde 1 Bande à St Brévin les Pins en 2014
- 5e au championnat d'Europe C71/2 à Athènes en 2007
- 7e au championnat d'Europe 1 Bande à Barcelone en 2010
- Vainqueur du Tournoi FFB 1 Bande Masters à Andernos en 2023
- Vainqueur du Tournoi FFB C47/2 Masters à Nice en 2020
- Vainqueur du Tournoi FFB C71/2 Masters à Lunel en 2020
- Vainqueur du Tournoi FFB 1 Bande Masters à Douai en 2017
- Vainqueur du Tournoi FFB 1 Bande Masters à Oissel en 2016
- Vainqueur du Tournoi FFB C47/2 Masters à Ronchin en 2011
- Vainqueur du Tournoi FFB C47/2 Masters à Ecully en 2009
- Vainqueur du Tournoi FFB C47/2 Masters à Chatillon en 2005

Meilleures performances en compétition
- C47/2 : M.G 83.33 M.S 300
- 1 Bande : M.G 12.34 M.S 146
- Libre : M.G 91.27 M.S 399

## Distinctions
- Médaille de la jeunesse, des sports et de l'engagement associatif, argent (2024)[1]